# Колгаты
Колгаты (азерб. Qolqəti, до 1999 года — Юхары-Колгаты) — село в Агдашском районе Азербайджана.

## Этимология
Прежнее название — Колкенды, к XVIII веку трансформировалось в современное Колгаты. Название происходит от слов «гол» (в данном смысле рукав реки, так как село находится на берегу реки Турианчай) и слова «кенд» (село).

## История
Село изначально называлось Колгаты, однако к началу XX века недалеко от села появилось новое село с таким же названием. Для различения сел к названию села добавлена приставка «юхары» (верхний).
Село Койликаты в 1913 году согласно административно-территориальному делению Елизаветпольской губернии относилось к Койликатинскому сельскому обществу Арешского уезда.
В 1926 году согласно административно-территориальному делению Азербайджанской ССР село относилось к дайре Агдаш Геокчайского уезда.
После реформы административного деления и упразднения уездов в 1929 году был образован Юхарыколгатинский сельсовет в Агдашском районе Азербайджанской ССР.
Согласно административному делению 1961 и 1977 года село Юхары-Колгаты входило в Юхары-Колгатинский сельсовет Агдашского района Азербайджанской ССР.
5 октября 1999 года село Ашагы-Колгаты ликвидировано, а его территория присоединена к селу Юхары-Колгаты, этим же указом село переименовано в Колгаты.
В 1999 году в Азербайджане была проведена административная реформа и был учрежден Колгатинский муниципалитет Агдашского района.

## География
Колгаты расположен на берегу канала Шырарх и реки Турианчай.
Село находится в 5 км от райцентра Агдаш и в 244 км от Баку. Ближайшая железнодорожная станция — Ляки.
Село находится на высоте 45 метров над уровнем моря.

## Население
| Численность населения | Численность населения | Численность населения | Численность населения |
| 1886                  | 1981                  | 1985                  | 2009                  |
| --------------------- | --------------------- | --------------------- | --------------------- |
| 651                   | ↘545                  | ↗600                  | ↗1408                 |

В 1886 году в селе проживал 651 человек, все — азербайджанцы, по вероисповеданию — мусульмане-сунниты.
В советское время население было занято хлопководством, животноводством, выращиванием зерна и шелководством.

## Климат
| Показатель                                             | Янв. | Фев. | Март | Апр. | Май  | Июнь | Июль | Авг. | Сен. | Окт. | Нояб. | Дек. | Год  |
| ------------------------------------------------------ | ---- | ---- | ---- | ---- | ---- | ---- | ---- | ---- | ---- | ---- | ----- | ---- | ---- |
| Средний суточный максимум, °C                          | 7,0  | 8,2  | 12,5 | 20,5 | 25,5 | 29,9 | 33,4 | 32,3 | 28   | 21   | 14,2  | 9,1  | 20,1 |
| Средняя температура, °C                                | 3,0  | 4,2  | 8    | 14,7 | 19,6 | 24,0 | 27,1 | 26,1 | 22,1 | 15,9 | 10    | 5,1  | 15,0 |
| Средний суточный минимум, °C                           | −0,9 | 0,2  | 3,6  | 8,9  | 13,7 | 18,1 | 20,9 | 19,9 | 16,3 | 10,8 | 5,9   | 1,2  | 9,9  |
| Норма осадков, мм                                      | 25   | 30   | 34   | 43   | 57   | 43   | 24   | 27   | 27   | 56   | 34    | 26   | 426  |
| Источник: https://en.climate-data.org/location/955023/ |      |      |      |      |      |      |      |      |      |      |       |      |      |

Среднегодовая температура воздуха в селе составляет +15 °C. В селе семиаридный климат.

## Инфраструктура
В советское время в селе находились школа, дом культуры, кинотеатр, библиотека, родильный дом и медицинский пункт.
В селе расположены почтовое отделение, мечеть, новый медицинский пункт и средняя школа.
С 2007 года в село налажена поставка природного газа, в 2009 году в селе пробурены 4 артезианских колодца для нужд населения. В 2018 году через село проложена новая трасса Колгаты—Дагнахалил—Кошаковаг—Арабоджагы.